# Styrketräning

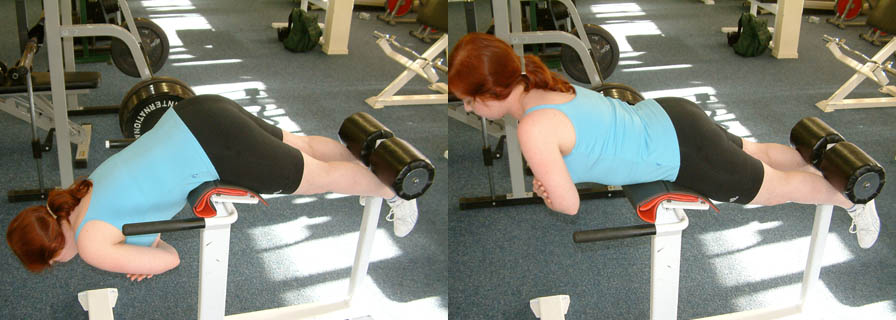
Ryggresning, en typ av styrketräning.

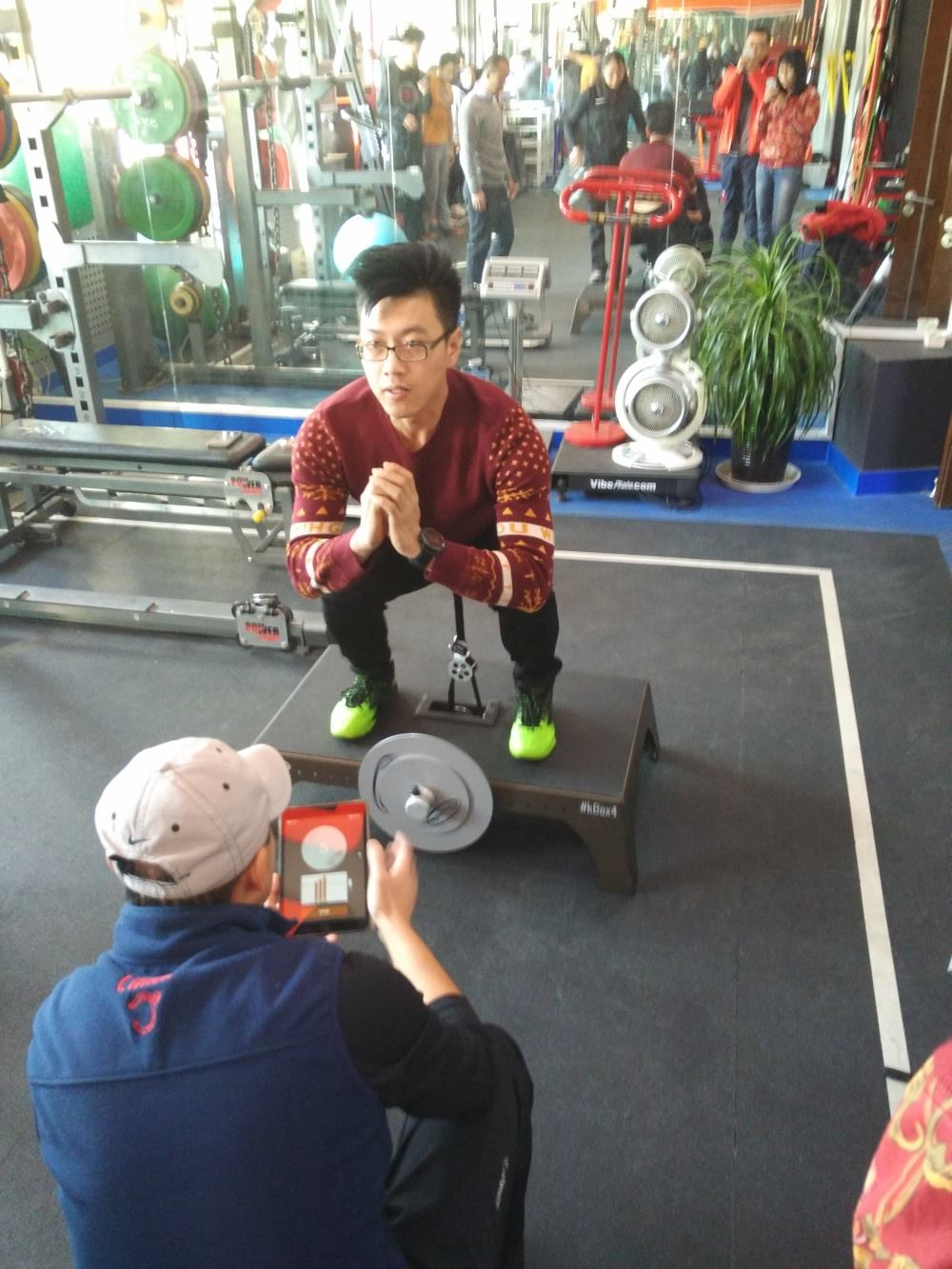
Styrketräning med svänghjul på kBox.

Styrketräning är träning med fokus på att höja styrkan, anaeroba uthålligheten samt storleken av kroppens muskler. Korrekt utförd träning kan även stärka kroppens skelett, senor och ligament.
Den belastning (även kallat intensitet) man tränar med vid styrketräning, relativt muskelns maximala styrka, spelar stor roll för hur styrkan och muskelvolymen påverkas av träningen. Detta uttrycks ofta i "repetitioner" eller "max rep", som innebär att man tränar med den största belastning som man förmår göra ett visst antal repetitioner av övningen.
Antalet repetitioner som genomförs påverkar vilken typ av styrka man får. En studie jämförde 3–5, 9–11 och 20–28 repetitioner. Den visade att störst styrka fick de som endast gjorde 3–5 repetitioner och att de som gjorde 20–28 repetitioner fick störst uthållighet. Såväl de som gjorde 3–5 som de som gjorde 9–11 repetitioner fick hypertrofierade muskelceller. En metastudie som jämfört flera olika studier fann att man för maximal styrka bör göra fyra repetitioner per muskelgrupp. För otränade tre gånger i veckan med 60 % av max och för tränade två gånger per vecka med 80–85 % av max.
McLester et al. visade att träning tre gånger i veckan gav bättre resultat i både styrka och volym jämfört med en gång i veckan.